# Caroxylon tomentosum
Caroxylon tomentosum är en amarantväxtart som först beskrevs av Horace Bénédict Alfred Moquin-Tandon, och fick sitt nu gällande namn av Nikolai Nikolaievich Tzvelev. Caroxylon tomentosum ingår i släktet Caroxylon och familjen amarantväxter. Inga underarter finns listade i Catalogue of Life.